# Rocket (canção de Beyoncé)
Rocket é uma canção da artista americana Beyoncé do seu quinto álbum de estúdio, Beyoncé (2013). Foi escrito por Miguel, Justin Timberlake, Timbaland, Jerome "J-Roc" Harmon e Beyoncé com o grupo das três últimas pessoas também servindo como seus produtores. Miguel inicialmente concebeu a música inspirada em Beyoncé, tentando mostrar sua confiança e sexualidade. Beyoncé revelou que "Rocket" foi inspirado em "Untitled (How Does It Feel)" de D'Angelo e sentiu que era uma de suas canções libertadoras destinadas a ilustrar os diferentes lados de sua personalidade.
"Rocket" é uma balada lenta de soul, funk e R&B que era frequentemente comparada com a música de D'Angelo e Prince. Possui letras explícitas e metafóricas discutindo a sexualidade feminina franca, um tema proeminente presente em Beyoncé. Liricamente, vê Beyoncé se dirigindo a um parceiro masculino através de insinuações sexuais, adotando vocais suaves e sensuais.

## Antecedentes
Rocket" foi escrita por Miguel, Justin Timberlake, Timbaland, Jerome "J-Roc" Harmon e Beyoncé pelo quinto álbum de estúdio. Foi produzido por Beyoncé, Timbaland e Harmon, com o primeiro também atuando como produtor vocal da música. A faixa foi gravada com a orientação de Stuart White e Chris Godbey nos Jungle City Studios e Oven Studios, ambos localizados em Nova York. A engenharia de "Rocket" foi feita por Ramon Rivas com a ajuda de Matt Weber. Chris Godbey terminou a mixagem e, eventualmente, a masterização foi feita por Tom Coyne e Aya Merrill da Sterling Sound. Timberlake também forneceu vocais de fundo.
Enquanto trabalhava no estúdio para seu quinto álbum de estúdio, Beyoncé exigiu de Miguel para escrever uma música em que nada estava "fora dos limites" e onde ele poderia empurrar o envelope de forma criativa. Ele lembrou que eles colaboraram logo depois que ela teve seu primeiro bebê. Dentro do estúdio, ela disse a ele: "Ouça, eu me sinto tão fortalecida neste momento e lugar. Você terá que me colocar em um pedestal, como, não importa que seja Beyoncé. Eu quero fazer música que me faça sentir ou mostrar que eu me sinto quente e estou confiante e quero me sentir fortalecida porque é isso que eu quis dizer na minha vida "".  Para as linhas de abertura da música, Miguel foi inspirado pela própria cantora: "Qual é a primeira coisa que eu quero que Beyoncé me diga, como homem? O que eu não a ouvi dizer? Foi daí que veio a música. " Ele notou ainda que" Rocket "conseguiu mostrar uma nova parte da cantora que era confiante, sexual e libertadora ao mesmo tempo.
Beyoncé explicou em seu canal de rádio do iTunes que "Rocket" foi uma das "canções mais sensuais", acrescentando que ela lembrava as vibrações da canção de D'Angelo "Untitled (How Does It Feel)" (2000).  O cantor elaborou o conceito por trás da canção durante um documentário do álbum filmado por Beyoncé, intitulado "Honestidade", dizendo: "Agora estou na casa dos 30 anos, e as crianças que cresceram me ouvindo cresceram, e eu sempre me senti como era minha responsabilidade conhecer as crianças e seus pais e toda essa geração ". Com isso dito, a cantora se sentiu "sufocada" e incapaz de expressar todos os sentimentos que queria mostrar. No entanto, ela observou que com "Rocket", uma das músicas mais libertadoras do álbum, ela conseguiu expressar muitos desses sentimentos e mostrar diferentes lados de sua personalidade. Revelando que ela não teria sido confiante o suficiente para gravar a canção no início de sua carreira, Beyoncé observou: "Eu meio que perdi a quarta parede e consegui".  O cantor também discutiu o significado da canção dizendo: "O que eu amo nessa música é, ela leva você nesta jornada. Você está flertando e você está falando todo o seu arrogante clímax, e então você tem o seu cigarro ... Essa música é sobre cantar do coração, e harmonias e adlibs e arranjos ". Durante o mesmo vídeo, ela elogiou o trabalho de Timberlake e Miguel; o clipe também mostrou imagens de Beyoncé gravando a música no estúdio.

## Composição
Rocket "é uma faixa de seis minutos e meio, a mais longa de Beyoncé. É uma balada de andamento lento e explora elementos da soul music, neo soul, funk e R&B. Foi apontado como uma das músicas retrô do álbum.
Muitos críticos encontraram semelhanças com o trabalho do músico Prince. Nick Catucci, da Entertainment Weekly, descreveu a faixa como uma "excursão funk" similar às canções de Prince. Mike Divers, da revista Clash, também achava que "Rocket" lembrava o "primo funky" de Prince. Jon Pareles, do The New York Times, notou que a trilha sedutora remete à música de Prince, com "harmonias florescendo ao redor do vocal principal de Beyoncé". Julia Leconte, da Now, resumiu o som da música como um cruzamento entre a música de D'Angelo durante o final dos anos 90 e Usher durante o início dos anos 2000. Outros críticos apontaram que "Rocket" é uma reedição e uma homenagem ao trabalho de D'Angelo,  particularmente em sua música "Untitled (How Does It Feel)". Claire Lobenfeld, da revista Complex, encontrou pistas tiradas de "Untitled" em "Rocket" para o "ponto de pop-fac-símile". Andrew Barker, da Variety, considerou a "Rocket" sedutora e sedutora uma transformação de 2013 dessa música. [28] Em uma resenha de The Quietus, Mof Gimmers concluiu que a música seguiu onde "Body Party" (2013) de Ciara e Black Panties (2013) de R. Kelly terminaram.

## Videoclipe
O videoclipe de "Rocket" foi dirigido por Beyoncé, junto com Ed Burke e Bill Kirstein.  Foi filmado em uma sala conhecida como Hudson Studio no hotel The Standard, High Line, localizado em Manhattan, Nova York.  Algumas das cenas também foram filmadas no corredor do hotel, enquanto outras foram filmadas em locais diferentes. O visual foi lançado em 13 de dezembro de 2013 para a iTunes Store na própria Beyoncé, junto com dezesseis outros videoclipes para cada faixa do álbum. Em 24 de novembro de 2014, também foi carregado na conta do Vevo do cantor.  Todd Tourso, que serviu como diretor de criação da Beyoncé, revelou que, ao fazer o vídeo, "Rocket" foi alterado para se encaixar com o visual. 
Durante uma cena no vídeo, Beyoncé é vista usando um top denim e um sutiã de renda pelo varejista Agent Provocateur. Em um comentário sobre o visual, Joanna Nikas, do The New York Times, descreveu seu estilo como "Em Casa". Neal Farinah, que trabalhou como estilista da cantora, elaborou que a equipe queria manter o cabelo longo e ondulado para retratar a sexualidade e a feminilidade. O vídeo apresenta várias fotos em close da cantora por toda parte; ela é vista se contorcendo em uma cama vestida de lingerie, comendo morangos, tomando banho dentro de uma banheira, tocando piano. Outras cenas mostram vários objetos e Beyoncé caminha ao longo de um corredor e acende um cigarro em cima de um carro.

## Performances ao Vivo
Rocket "foi apresentado ao vivo pela primeira vez por Beyoncé durante o MTV Video Music Awards de 2014 em 25 de agosto, como parte de um medley composto por músicas de seu álbum auto-intitulado. Para a interpretação da música, a cantora dançou no topo de uma cadeira , rodeada de fumaça no palco. Ela executou a mesma coreografia de dança vista no videoclipe de "Partition". Beyoncé estava vestida com uma roupa de bodas e executou "Rocket" como a sétima música do set. Mike Wayers escrevendo para o The Wall Street Journal observou que o desempenho da música foi durante a "parte mais sexy" do medley. Após a performance ao vivo da canção, suas vendas nos EUA aumentaram 584%. Em 2016 , "Rocket" foi tocado ao vivo durante o The World Tour Formação. Durante a faixa, uma linha de "Untitled (How Does It Feel)" foi implementada e Beyoncé executou uma dança de cadeira.